# Brug 1784

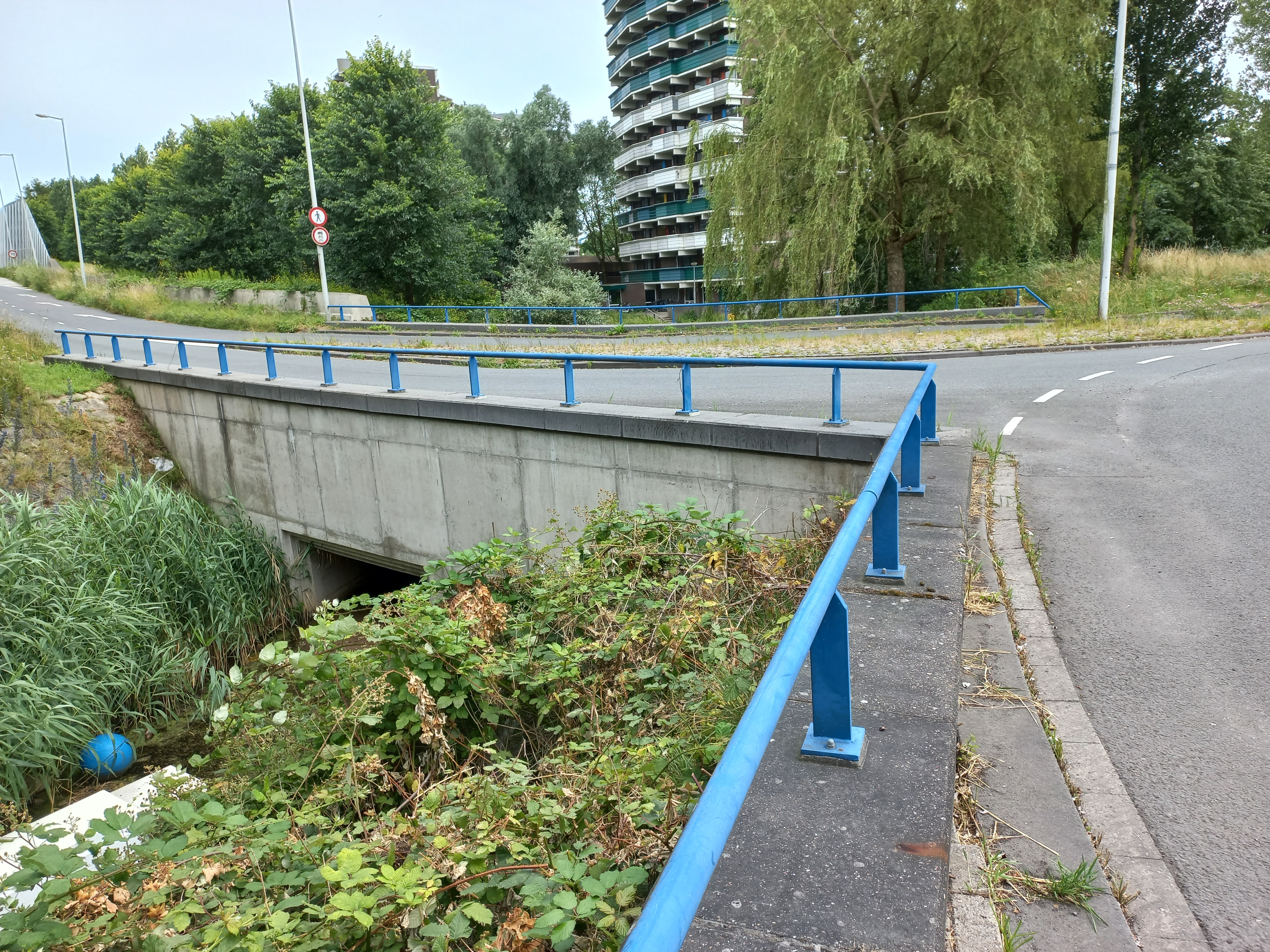
Brug 1784 met duiker (juni 2024)

Brug 1784 is een bouwkundig kunstwerk in Amsterdam-Noord.
Bij de aanpassingen in het traject van de Nieuwe Leeuwarderweg in Amsterdam-Noord vanwege de aanleg van de Noord/Zuidlijn werd ook de kruising met de Nieuwe Purmerweg aangepakt. Daarbij werd al rekening gehouden met de bouw van de woonwijk Elzenhagen ten noordwesten van die kruising. Er moest voor die woonwijk een nieuw afwateringssysteem aangelegd worden binnen de infrastructuur van een veel groter gebied. 
Daartoe werd onder de Nieuwe Leeuwarder weg ten noorden van die Nieuwe Purmerweg een waterstroom aangelegd in het verlengde van de gracht Elzenhagensingel. Omdat daar ook een afslag in de kruising waren gepland kwamen er twee kunstwerken, brug 1784 en brug 1785. Beide werden rond 2010 gebouwd in vorm van een brug over een duiker. Beide werden uitgevoerd in beton met daarop een blauwe leuning. Tussen beide duikers ligt het grote verkeersviaduct brug 932.
<<< · 1701 · 1702 · 1703 · 1704 · 1705 · 1706 · 1707 · 1708 · 1709 ·  1710 · 1711 · 1714 · 1715 · 1716 · 1717 · 1718 · 1719 · 1720 · 1721 · 1722 · 1723 · 1725 · 1726 · 1727 · 1728 · 1729 · 1730 · 1731 · 1732 · 1733 · 1734 · 1735 · 1736 · 1737 · 1738 · 1739 · 1741 · 1742 · 1743 · 1745 · 1746 · 1747 · 1748 · 1749 · 1750 · 1751 · 1752 · 1753 · 1754 · 1755 · 1756 · 1757 · 1764 · 1765 · 1766 · 1767 · 1768 · 1769 · 1770 · 1771 · 1772 · 1773 · 1774 · 1775 · 1776 · 1777 · 1778 · 1779 ·  1780 · 1781 · 1782 · 1783 · 1784 · 1785 · 1786 · 1787 · 1788 · 1791 · 1792 · 1793 · 1794 · 1795 · 1796 · 1797 · 1798 · 1799 · >>>
Brugnummers brug 1712, 1713, 1724, 1740, 1744, 1758, 1759, 1760, 1761, 1762, 1763, 1789, 1790 zijn niet (meer) vergeven.